# Muriceides cylindrica
Muriceides cylindrica är en korallart som beskrevs av Nutting 1912. Muriceides cylindrica ingår i släktet Muriceides och familjen Plexauridae. Inga underarter finns listade i Catalogue of Life.